# Mirosław Szymkowiak
Mirosław Szymkowiak (Poznań, 12 de novembro de 1976) é um ex-futebolista polonês que atuava como meia-atacante.

## Carreira
Szymek (apelido do jogador) começou a carreira em 1993, no Olimpia Poznań. Ainda era um meio-campista marcador, situação essa que foi mudada com o passar dos anos. Jogou por esta equipe até 1994, quando foi contratado pelo Widzew Łódź.
Na equipe da região central do país, Szymkowiak se destacou, jogando 132 partidas e onze gols nos 5 anos que defendeu o time. Isso rendeu um contrato com o Wisla Cracóvia, e o agora volante aceitou.
Foram mais cinco temporadas na equipe de Cracóvia até ele se mudar para a Turquia, onde defendeu as cores do Trabzonspor.

## Encerramento repentino da carreira
Após apenas uma temporada pelo Trabzonspor, Szymek (que chegou a ser indicado pelo compatriota Maciej Żurawski para defender o Celtic), encerrou subitamente a sua carreira por motivos de saúde, em 2007. Em uma entrevista para um site polonês, ele disse que, com 31 anos, já passara por 8 cirurgias. Tinha 4 parafusos nos dois joelhos, um no tornozelo. Disse ainda que se sentia mais velho que o seu pai, e em dois anos, gostaria de andar como uma pessoa normal.
Após a aposentadoria precoce, Szymkowiak virou repórter de campo para o Canal+ Poland. Sua estreia na nova função foi em um jogo entre GKS Bełchatów e Zagłębie Lubin, em 5 de abril de 2007. Ele, que chamou a atenção por seu visual diferente entre os jogadores poloneses em 2006, também possui dois salões de beleza em Cracóvia.

## Seleção Polonesa
Entre 1997 e 2006, Szymkowiak foi convocado 31 vezes e marcou 3 gols pela Seleção Polonesa. Não foi lembrado por Jerzy Engel para a Copa de 2002, foi selecionado para a disputa da Copa de 2006, onde disputou 2 partidas e se destacou pelo baixo número de passes errados: apenas cinco no total.

## Volta aos gramados
No final de 2007, Szymkowiak estava novamente no Widzew Łódź e estava treinando regularmente, visando seu retorno aos gramados, mas nenhum contrato foi assinado.
Em 2014, 8 anos depois de sua aposentadoria prematura, ele retornou aos gramados pelo Prądniczanka, equipe das divisões inferiores do Campeonato Polonês.
Em 2020, assinou com o LKS Szaflary, outro clube amador de seu país.

## Títulos
Widzew Łódź
- Campeonato Polonês: 1995–96, 1996–97
- Supercopa da Polônia: 1996

Wisla Cracóvia
- Campeonato Polonês: 2000–01, 2002–03, 2003–04
- Copa da Polônia: 2001–02, 2002–03
- Copa da Liga Polonesa: 2000–01